# Nargol
Nargol är en ort i Indien.   Den ligger i distriktet Valsād och delstaten Gujarat, i den västra delen av landet, 1 000 km söder om huvudstaden New Delhi. Nargol ligger 13 meter över havet och antalet invånare är 54 700.
Terrängen runt Nargol är platt. Havet är nära Nargol åt nordväst. Runt Nargol är det tätbefolkat, med 550 invånare per kvadratkilometer. Det finns inga andra samhällen i närheten.